# Marcus van Blankenstein
Marcus van Blankenstein (Ouderkerk a/d IJssel, 13 juni 1880 – Den Haag, 18 september 1964) was een Nederlands journalist.
Van Blankenstein groeide op in een orthodox joods gezin in Ouderkerk aan den IJssel. Zijn vader was slager. Marcus beschikte over intellectuele vaardigheden en ging naar het Gymnasium in Gouda.
Van Blankenstein studeerde Nederlandse letteren aan de Universiteit Leiden en promoveerde daar in 1911. Hij begon zijn journalistieke carrière in 1906 bij de Nieuwe Rotterdamsche Courant en was van 1909 tot 1920 correspondent in Berlijn.
Vooral in de Eerste Wereldoorlog spon de van oorsprong tot filoloog opgeleide Van Blankenstein vanuit zijn Berlijnse standplaats een netwerk aan contacten op het hoogste diplomatiek niveau. Dat netwerk, zijn afkomst uit een neutraal land en zijn werk voor een van de best geïnformeerde kranten in die tijd maakte hem geschikt om bij tijd en wijle een rol als diplomatieke boodschapper te spelen. Zo bracht hij in 1917 officiële boodschappen uit het revolutionaire Rusland over naar Duitsland. Bij de behandeling van het omstreden verdrag met België, dat tussen 1925 en 1927 Nederland in zijn greep hield, heeft hij zich sterk tegen dit verdrag verzet. Er was zelfs sprake van een ‘lobby’ van Van Blankenstein tegen het verdrag.

## Journalistiek
Van Blankenstein was in zijn journalistieke bijdragen een groot criticus van nazi-Duitsland. Zijn joodse afkomst onderstreepte hij nadrukkelijk door zijn journalistieke bijdragen regelmatig te ondertekenen met de joodse ster. Van Blankenstein stond hoog op de zogenaamde zwarte lijst van personen die de nazi's na de bezetting van Nederland wilden oppakken. Reeds enkele jaren voordat de Duitsers Nederland binnentrokken had hij zeer nauwe banden met de inlichtingendiensten van het Verenigd Koninkrijk, Nederland en Tsjechoslowakije.
Wegens zijn felle bestrijding van het nationaalsocialisme werd hij op 28 november 1936 bij de Nieuwe Rotterdamsche Courant ontslagen. De hoogleraren Pieter Geyl en P.N. van Eyck voerden tegen zijn ontslag tevergeefs een protestactie; 300 à 400 abonnees zegden hun abonnement op. Een jaar later trad Van Blankenstein in dienst bij het Utrechts Nieuwsblad.
Gedurende de Tweede Wereldoorlog leefde hij in ballingschap in het Verenigd Koninkrijk waar hij hoofdredacteur was van het Londense weekblad Vrij Nederland. Bij terugkeer in Nederland bleek zijn huis in Wassenaar geplunderd door de bezetters.
Vanaf 1946 was Van Blankenstein verbonden aan Het Parool waar hij tot de dag voor zijn dood heeft gewerkt. Als reisjournalist schreef hij boeken over onder andere België, Indonesië, de Sovjet-Unie en Suriname.
In 1999 verscheen de door zijn kleindochter Elisabeth van Blankenstein geschreven biografie.

## Publicaties (selectie)
- M. van Blankenstein: Indonesië nu. Nieuwe indrukken. ’s-Gravenhage, Van Hoeve, 1953
- M. van Blankenstein: 'Bertram Johannes Otto Schrieke (Zandvoort, 18 September 1890 - Londen, 12 September 1945)'. In: Jaarboek van de Maatschappij der Nederlandse letterkunde te Leiden, 1947-1949 ; (1950), p. 141-153 Online versie
- M. van Blankenstein: Het getij der beschaving. Arnhem, Van Loghum Slaterus, 1939
- M. van Blankenstein: Woelig België. Amsterdam, Nederlandsche Keurboekerij, 1937
- M. Van Blankenstein: De poenale sanctie in de practijk. Rotterdam : Nijgh & van Ditmar's Uitgevers-Mij, 1929
- Grotius and Geneva. [Lectures delivered in Columbia University, July 1925] / (...) M. van Blankenstein. XV: Quelques aspects des conférences internationales dans l'organisation du monde d'après-guerre (...). Lugduni Batavorum : E.J. Brill, 1926
- M. van Blankenstein: Le rôle des conférences d'après-guerre dans le fonctionnement de l'organisme mondial. Discours prononcé à l'Université de Leyde, le 28 octobre 1924. Lugduni Batavorum, E.J. Brill, 1926
- Marcus van Blankenstein: Russische indrukken. Rotterdam : Nijgh en van Ditmar's Uitg. Mij., 1925 Online versie
- M. van Blankensteijn (sic): Suriname. Rotterdam, Nijgh & Van Ditmar, 1923 Online versie
- Ejnar Mikkelsen: Drie jaar in het Poolijs. De geschiedenis van de "Alabama" expeditie in de jaren 1909-1912. Bew. Uit het Deensch door M. van Blankenstein. Rotterdam, Nijgh & Van Ditmar, 1913
- Marcus van Blankenstein: Untersuchungen zu den langen Vokalen in der ě-Reihe. Ein Beitrag zur Lehre des indogermanischen Ablauts. Göttingen, Vandenhoeck und Ruprecht, 1911. (Proefschrift Leiden)

## Biografie
- Elisabeth van Blankenstein: Dr. M. van Blankenstein. Een Nederlands dagbladdiplomaat 1880-1964. Den Haag Sdu Uitgeverij, 1999. ISBN 9789012087490